# Kozlove, Berezivka
Kozlove (în ucraineană Козлове) este un sat în comuna Konopleane din raionul Berezivka, regiunea Odesa, Ucraina.

## Demografie
Componența lingvistică a localității Kozlove
     Ucraineană (93,27%)
     Rusă (4,48%)
     Română (2,24%)
Conform recensământului din 2001, majoritatea populației localității Kozlove era vorbitoare de ucraineană (93,27%), existând în minoritate și vorbitori de rusă (4,48%) și română (2,24%).